# Indústria fluoroquímica
El fluor és un element químic de nombre atòmic 9, situat en el grup dels halògens (grup 17) de la taula periòdica. El seu símbol és F. És un gas a temperatura ambient, de color groc pàl·lid, format per molècules diatòmiques, amb fórmula molecular: F₂. És el més electronegatiu i reactiu de tots els elements. En forma pura és altament perillós: causa greus cremades químiques en contacte amb la pell. La indústria fluoroquímica és aquella dedicada a la producció de tots els diversos compostos derivats del fluor, com per exemple: el fluor gas, el fluorur d'hidrogen o el tefló.

## Producció industrial

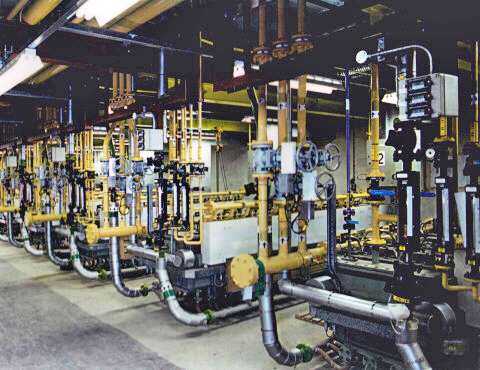
Cel·la industrial a F2 Chemicals, Preston, Anglaterra.

El mètode Moissan és el que s'utilitza per a la producció industrial del fluor. Aquest mètode consisteix en l'electròlisi d'una barreja de fluorur de potassi (KF), que actua com a sal electrolítica, i àcid fluorhídric (HF). En aquest procés l'hidrogen es redueix en un càtode d'acer i el fluor s'oxida en un ànode de grafit, per donar hidrogen gas i fluor gas respectivament. Per dur a terme la reacció s'aplica un voltatge d'entre 8 i 12 volts i es treballa per sobre de la temperatura de fusió de l'adducte KF•2HF, que fon a 70 °C. El fluorur de potassi és necessari, ja que serveix com a catalitzador, perquè l'àcid fluorhídric pur no és electrolitzable.
El producte s'emmagatzema per sota de 200 °C en cilindres d'acer amb interiors passivats, per evitar la corrosió de les parets interiors. Les vàlvules i els conductes són de níquel. Cal un manteniment freqüent de contenidors i canalitzacions per evitar el contacte del fluor gas amb humitat i greixos.

## Aplicacions industrials
La mineria principalment de la fluorita i la de la fluorapatita, proporciona la major part del fluor utilitzat en aplicacions industrials. Les restriccions als CFCs van causar una petita crisi en la indústria fluoroquímica, però des de llavors ha anat incrementant fins a assolir una predicció d'uns 20.000 milions de dòlars americans per a l'any 2018, produint aproximadament unes 17.000 tones mètriques de fluor. La indústria del fluor proporciona uns grans beneficis, ja que la matèria primera és molt econòmica i el preu del producte final és molt més elevat.

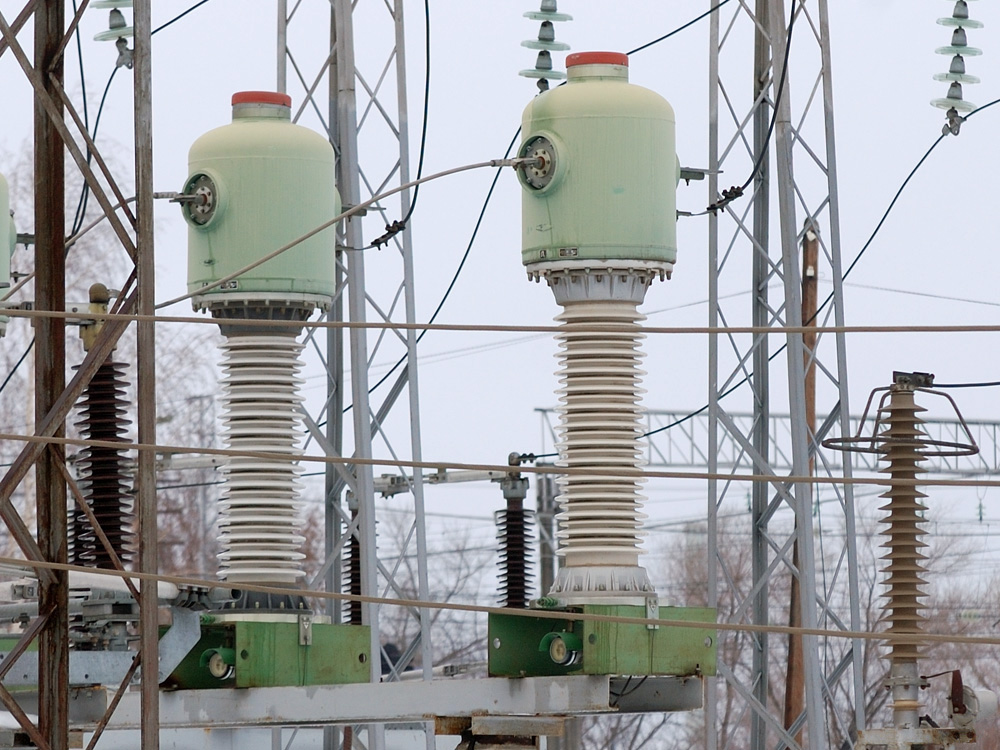
SF₆ en un transformador de corrent de tren a Rússia.

L'aplicació majoritària del fluorur gas és la producció de UF₆ per al cicle del combustible nuclear. S'utilitza per a fluorar el tetrafluorur d'urani, preparat a partir de Diòxid d'urani i àcid fluorhídric, d'aquesta manera es permet l'enriquiment de l'urani via difusió o centrifugació del gas. Una altra gran aplicació, és la producció de SF₆ com a element inert i medi dielèctric en transformadors elèctrics d'alt voltatge, com a substituent als bifenils policlorats,substàncies molt perilloses per a l'entorn i per a la salut. En electrònica també s'utilitzen compostos fluorats, com els hexafluorurs de reni i tungstè, el tetrafluorometà o el trifluorur de nitrogen. També s'utilitza en la síntesi orgànica com a agent fluorant, en forma de ClF₃, BrI₃, IF₅ o SF₄ que permeten una reacció controlada.

### Fluorurs inorgànics
En metal·lúrgia s'afegeix fluorita per a disminuir la temperatura de fusió i la viscositat de diferents aliatges metàl·lics. A més a més, es fa reaccionar amb àcid sulfúric per a formar àcid fluorhídric que s'utilitza com a element de recobriment i additiu en vidres o acer. Un terç del HF serveix per a sintetitzar criolita i trifluorur d'alumini, compostos utilitzats en l'extracció de l'alumini. Una altra gran part de HF es consumit per formar fluorosilicats utilitzats en el tractament d'aigües i com a intermediari de la formació de la criolita. Altres fluorurs inorgànics importants inclouen els corresponents amb cobalt, níquel i d'amoníac.

### Fluorurs orgànics
Aproximadament el 20% del fluor extret i un 40% de l'àcid fluorhídric produït, es consumeix en la formació de fluorurs orgànics. Entre els diferents fluorurs orgànics, predominen els gasos refrigerants i en un futur molt proper, els polímers fluorats. També podem incloure en aquest grup alguns tipus de surfactants.
S'ha de tenir en compte que les reaccions on intervenen hidrocarburs i fluor directament són molt perilloses, la producció industrial dels fluorocarbons es duu de manera indirecta, majoritàriament a partir de reaccions d'intercanvi d'halògens.

#### Gasos refrigerants
Els gasos refrigerants s'indentifiquen per la fórmula general R-número, que denota el nombre de clors, fluors, carbonis i hidrògens que hi ha al clorofluorocarbonat (CFCs). Els seus usos principals eren els de propel·lent, dissolvent o en sistemes d'aire condicionat. Aquests tipus de gas van ser prohibits els anys 2000 a causa del gran impacte que aquests provocaven en el deteriorament de la capa d'ozó. Per a reemplaçar-los s'han utilitzat els hidrofuorocarbonats (HFCs) i els hidroclorofluorocarbonats (HCFCs). Actualment, s'utilitzen un altre tipus de compost anomenat hidrofluoroolefina a causa del seu baix índex de contaminació.

#### Polímers
Els fluoropolímers són un dels productes que, globalment, tenen un increment en la producció any rere any. Aquesta afirmació es veu reflectida en la pujada de 3500 milions de dòlars el 2006-2007 a 6000 milions de dòlars el 2011.
Els polímers derivats del fluor s'obtenen a partir de la polimerització de radicals lliures.
El producte que representa el pes més gran a escala industrial és el politetrafluoroetilè (PTFE) també anomenat de manera quotidiana com a Tefló. El seu ús principal és com a aïllant elèctric. Un altre dels seus usos és en la química industrial quan es necessita resistència a la corrosió en recobriment de canonades, juntes i altres. L'aplicació més utilitzada de manera comercial és la de materials per a la cuina per a evitar que els aliments s'enganxin als estris de cuina.
Quan el PTFE s'estira s'obté el PTFE expandit, conegut de manera comercial com a Gore-Tex. És un material amb petits porus que s'utilitza principalment per a roba impermeable.
Hi ha altres fluoropolímers que tenen propietats molt similars als PFTEs i són més fàcils de treballar, tot i que tenen un cost més alt de producció. Alguns d'aquests s'utilitzen en cel·les solars.
El perfluorobutà (C₄F10) s'utilitza com a material ignífug.

#### Surfactants
Els fluorosurfactants són petites molècules organofluorades amb una part hidrofòbica, amb afinitat a les taques i una part hidrofílica. Dins la indústria dels surfactants són minoritaris perquè tenen un cost més elevat que la majoria dels altres surfactants comercials.

#### Agroquímics
Aproximadament un 30% dels agroquímics contenen fluor. Majoritàrimanet s'utilitzen en herbicides i en fungicides. Aquests compostos creen unes respostes molt similars en els organismes a les produïdes per productes farmacèutics fluorats.
Alguns exemples d'aquests agroquímics serien el monofluorat de sodi, utilitzar com a verí per mamífers, o el Trifluralin, utilitzat com a herbicida.

## Aplicacions mèdiques
Estudis realitzats a mitjans del segle passar demostren que l'aplicació tòpica de fluorur redueix les càries. Aquest efecte es va atribuir a conversió de l'esmalt dental (hidroxilapatita) en fluorapatita, però estudis posteriors van desmentir aquesta hipòtesi, indicant que el fluorur només incentiva el creixement de l'esmalt en càries de petit abast. Aquests resultats van motivar l'addició controlada de sals de fluor en el subministrament d'aigua. També s'inclou fluor en productes com la pasta de dents, col·lutoris bucals, etc., tot i que els efectes són reduïts degut a altres fonts naturals de fluor. De totes maneres en zones econòmicament deprimides els efectes són més pronunciats.